# Freeport (Maine)
Freeport – miasto w Stanach Zjednoczonych, w stanie Maine, w hrabstwie Cumberland.